# Павловськ (станція)
Павловськ — залізнична станція Жовтневої залізниці в Пушкінському районі Санкт-Петербурга на Вітебській лінії. Розташована між територіями міст Павловськ та Пушкін (між Парковою та Залізничними вулицями).

## Пасажирське сполучення
На станції зупиняються всі прямуючі через неї приміські поїзди, для деяких з них станція є кінцевою зупинкою. Після станції частина електропоїздів прямує на Вирицю, а частина — на Новолісіно. Два дизель-електропоїзда ДТ1, один з яких від Павловська, прямують до Новгорода-на-Волхові.
На вокзалі станції є зал чекання з квитковими касами. Під коліями станції прокладено підземний пішохідний перехід.
Біля вокзалу знаходиться автобусна зупинка міських та приміських маршрутів.
На станції діє автоматизована система контролю оплати проїзду.